# Heteropneustidae
Heteropneustidae – monotypowa rodzina słodkowodnych ryb sumokształtnych klasyfikowana też jako podrodzina długowąsowatych (Clariidae). Są poławiane lokalnie jako ryby konsumpcyjne.

## Występowanie
Od Pakistanu po Tajlandię.

## Cechy charakterystyczne
Kształt ciała podobny do przedstawicieli rodzaju Clarias. Od długowąsowatych odróżnia je unikalna budowa narządu nadskrzelowego, długa płetwa odbytowa i znacznie krótsza grzbietowa (6–8 promieni) oraz obecność gruczołów jadowych połączonych z kolcami w płetwach piersiowych. Ukłucia tych kolców są bardzo bolesne i niebezpieczne dla zdrowia człowieka.
Z komory narządu nadskrzelowego Heteropneustes wzdłuż kręgosłupa, aż do trzonu ogonowego przechodzą dwa (po jednym z każdej strony kręgosłupa) długie, puste, cylindryczne, ślepo zakończone worki, niezbyt silnie ukrwione.

## Klasyfikacja
Rodzaj zaliczany do tej rodziny:
- Heteropneustes